# جانی بلو
جانی بلو (به انگلیسی: Jonny Blu) موسیقی‌دان، ترانه‌سرا، تهیه‌کننده موسیقی آمریکایی است.
از فیلم‌های معروف او می‌توان به بازی در فیلم دفتر خاطرات شاهزاده خانم ۲: تعهد سلطنتی اشاره کرد.

## نگارخانه

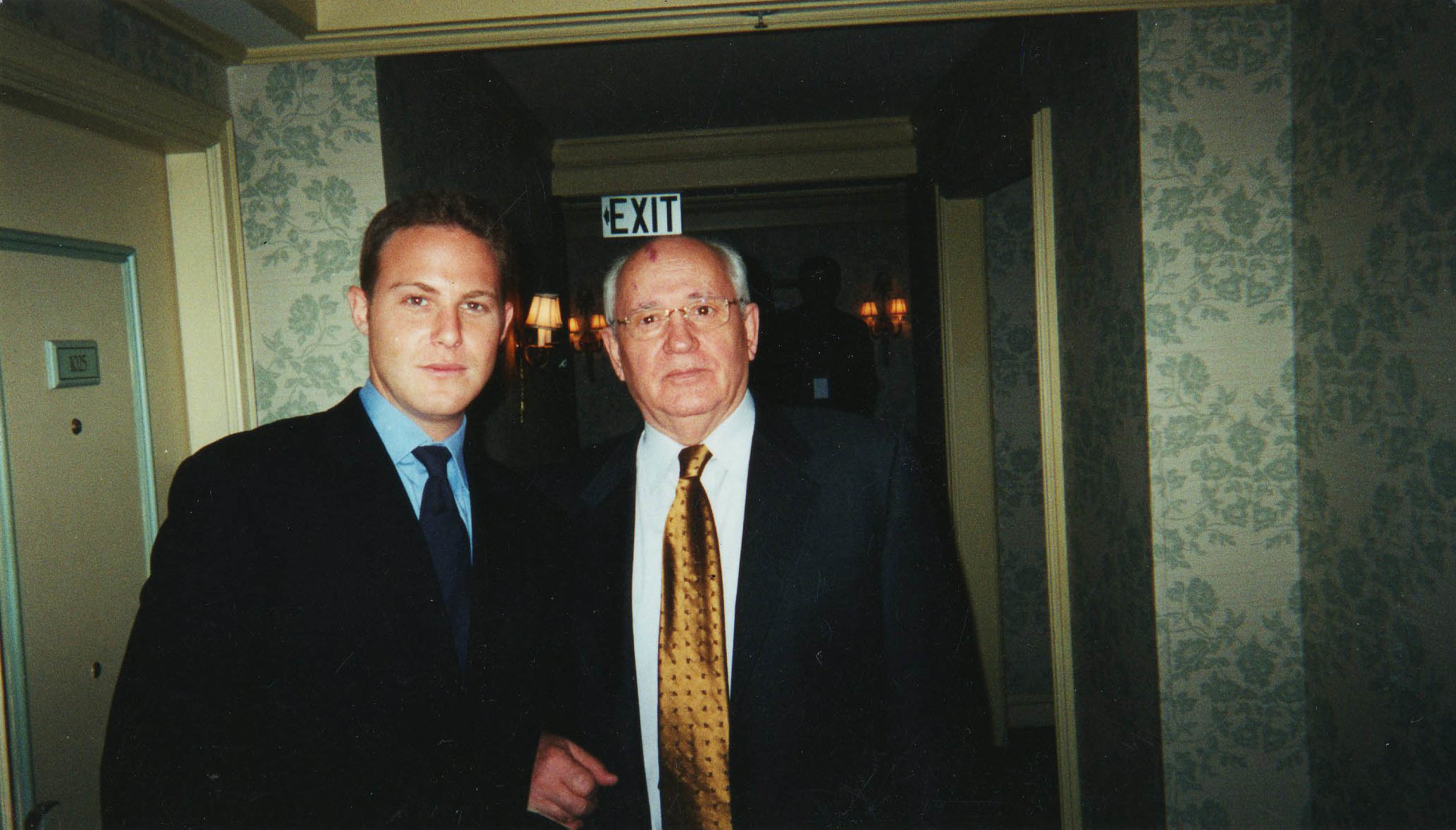
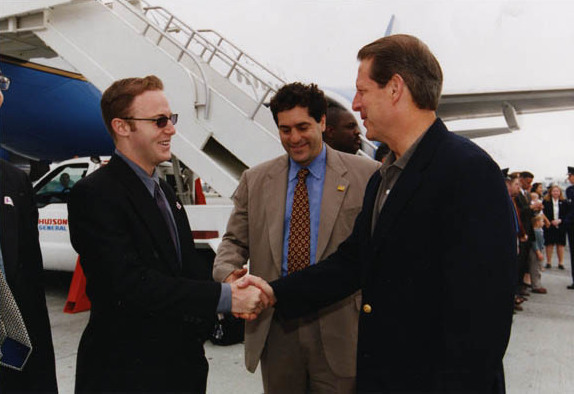
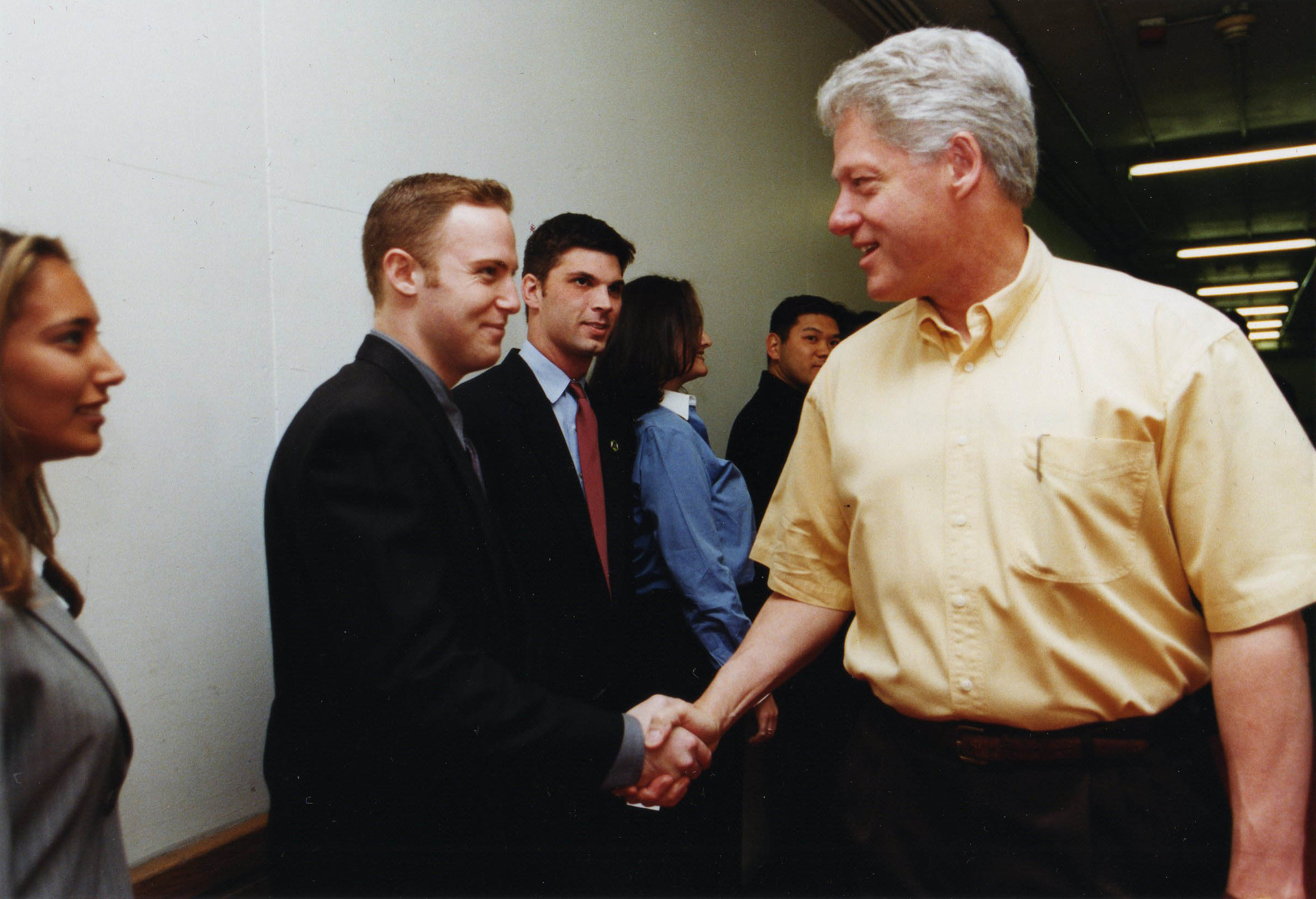